# Ressonància acústica
La ressonància acústica és un fenomen en què un sistema acústic amplifica ones sonores la freqüència de les quals coincideix amb una de les seves freqüències naturals de vibració (les seves freqüències de ressonància).
El terme "ressonància acústica" s'utilitza de vegades per reduir la ressonància mecànica al rang de freqüències de l'oïda humana, però com que l'acústica es defineix en termes generals pel que fa a les ones vibracionals de la matèria, la ressonància acústica es pot produir a freqüències fora del rang de l'oïda humana.
Un objecte acústicament ressonant sol tenir més d'una freqüència de ressonància, especialment en els harmònics de la ressonància més forta. Vibrarà fàcilment en aquestes freqüències i vibrarà amb menys força en altres freqüències. "Recollirà" la seva freqüència de ressonància a partir d'una excitació complexa, com ara un impuls o una excitació de soroll de banda ampla. De fet, filtra totes les freqüències excepte la seva ressonància.
La ressonància acústica és una consideració important per als constructors d'instruments, ja que la majoria d'instruments acústics utilitzen ressonadors, com ara les cordes i el cos d'un violí, la longitud del tub d'una flauta i la forma de la membrana d'un tambor. La ressonància acústica també és important per a l'oïda. Per exemple, la ressonància d'un element estructural rígid, anomenat membrana basilar, dins de la còclea de l'orella interna, permet que les cèl·lules ciliades de la membrana detectin el so. (En els mamífers, la membrana té ressonàncies que es van aprimant al llarg de la seva longitud, de manera que les freqüències altes es concentren en un extrem i les freqüències baixes en l'altre).
Igual que la ressonància mecànica, la ressonància acústica pot provocar una fallada catastròfica del vibrador. L'exemple clàssic d'això és trencar una copa de vi amb so a la freqüència de ressonància precisa de la copa.

## Corda vibrant

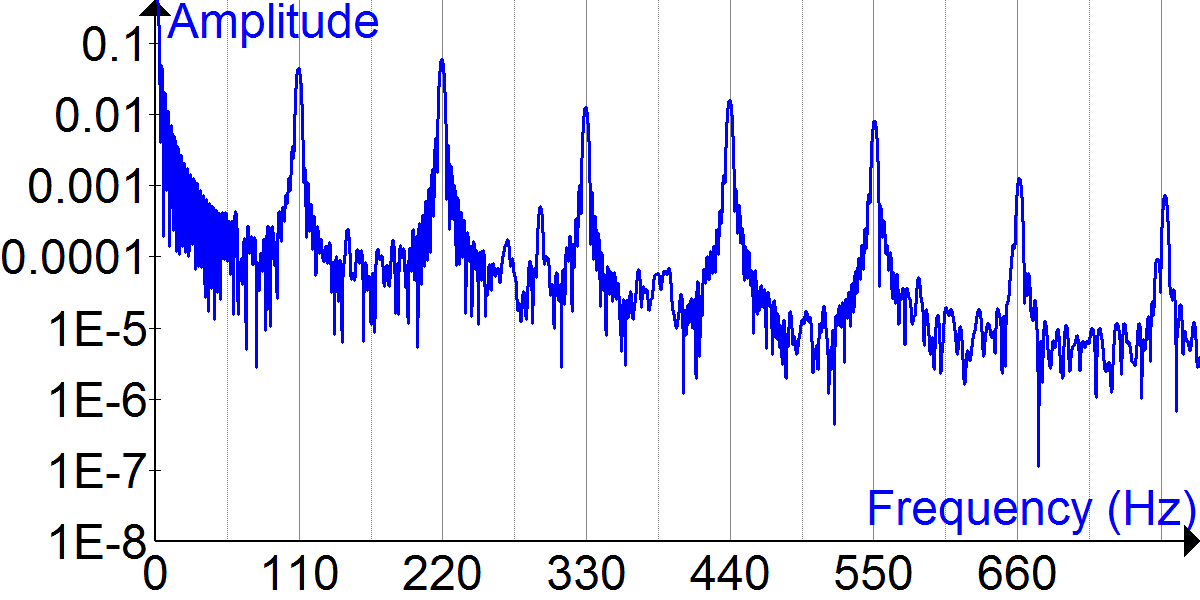
Ressonància de corda d'un baix elèctric Una nota amb una freqüència fonamental de 110 Hz.

En els instruments musicals, les cordes sota tensió, com en els llaüts, les arpes, les guitarres, els pianos, els violins, etc., tenen freqüències de ressonància directament relacionades amb la massa, la longitud i la tensió de la corda. La longitud d'ona que crearà la primera ressonància a la corda és igual al doble de la longitud de la corda. Les ressonàncies més altes corresponen a longituds d'ona que són divisions enteres de la longitud d'ona fonamental. Les freqüències corresponents estan relacionades amb la velocitat v d'una ona que viatja per la corda mitjançant l'equació
{\displaystyle f={nv \over 2L}}
on L és la longitud de la corda (per a una corda fixada pels dos extrems) i n = 1, 2, 3... (Harmònic en una canonada amb extrem obert (és a dir, els dos extrems de la canonada estan oberts)). La velocitat d'una ona a través d'una corda o un cable està relacionada amb la seva tensió T i la massa per unitat de longitud ρ:
{\displaystyle v={\sqrt {T \over \rho }}}
Així doncs, la freqüència està relacionada amb les propietats de la corda mitjançant l'equació
{\displaystyle f={n{\sqrt {T \over \rho }} \over 2L}={n{\sqrt {T \over m/L}} \over 2L}}
on T és la tensió, ρ és la massa per unitat de longitud i m és la massa total.
Una tensió més alta i una longitud més curta augmenten les freqüències de ressonància. Quan la corda s'excita amb una funció impulsiva (un pinçament amb el dit o un cop de martell), la corda vibra a totes les freqüències presents a l'impuls (una funció impulsiva teòricament conté "totes" les freqüències). Les freqüències que no formen part de les ressonàncies es — ràpidament — i tot el que queda són les vibracions harmòniques que sentim com a nota musical.

### Ressonància de cordes en instruments musicals
La ressonància de cordes es produeix en els instruments de corda. Les cordes o parts de cordes poden ressonar a les seves freqüències fonamentals o sobretonals quan es toquen altres cordes. Per exemple, una corda A(la) a 440 Hz causarà ressonància auna corda E(mi) a 330 Hz, perquè comparteixen un sobretó de 1320 Hz (3r sobretò d'A i 4t sobretò d'E).

## Ressonància d'un tub d'aire
La ressonància d'un tub d'aire està relacionada amb la longitud del tub, la seva forma i si té els extrems tancats o oberts. Molts instruments musicals s'assemblen a tubs cònics o cilíndrics (vegeu forat). Una canonada que està tancada per un extrem i oberta per l'altre es diu que està aturada o tancada, mentre que una canonada oberta està oberta pels dos extrems. Les flautes orquestrals modernes es comporten com a tubs cilíndrics oberts; els clarinets es comporten com a tubs cilíndrics tancats; i els saxòfons, oboès i fagots com a tubs cònics tancats, mentre que la majoria dels instruments moderns de canya labial (instruments de metall) són acústicament similars als tubs cònics tancats amb algunes desviacions (vegeu tons de pedal i tons falsos). Igual que les cordes, les columnes d'aire vibrants en canonades cilíndriques o còniques ideals també tenen ressonàncies en harmònics, tot i que hi ha algunes diferències.

### Cilindres
Qualsevol cilindre ressona a múltiples freqüències, produint múltiples tons musicals. La freqüència més baixa s'anomena freqüència fonamental o primer harmònic. Els cilindres utilitzats com a instruments musicals generalment estan oberts, ja sigui pels dos extrems, com una flauta, o per un extrem, com alguns tubs d'orgue. Tanmateix, un cilindre tancat pels dos extrems també es pot utilitzar per crear o visualitzar ones sonores, com en un tub de Rubens.
Les propietats de ressonància d'un cilindre es poden entendre considerant el comportament d'una ona sonora a l'aire. El so viatja com una ona de compressió longitudinal, fent que les molècules d'aire es moguin endavant i endarrere al llarg de la direcció de desplaçament. Dins d'un tub, es forma una ona estacionària, la longitud d'ona de la qual depèn de la longitud del tub. A l'extrem tancat del tub, les molècules d'aire no es poden moure gaire, de manera que aquest extrem del tub és un node de desplaçament en l'ona estacionària. A l'extrem obert del tub, les molècules d'aire es poden moure lliurement, produint un antinode de desplaçament. Els nodes de desplaçament són antinodes de pressió i viceversa.

#### Tancat pels dos extrems
La taula següent mostra les ones de desplaçament en un cilindre tancat pels dos extrems. Tingueu en compte que les molècules d'aire properes als extrems tancats no es poden moure, mentre que les molècules properes al centre del tub es mouen lliurement. En el primer harmònic, el tub tancat conté exactament la meitat d'una ona estacionària (node-antinode-node). Considerant l'ona de pressió en aquesta configuració, els dos extrems tancats són els antinodes per al canvi de pressió Δ p ; per tant, en ambdós extrems, el canvi de pressió Δ p ha de tenir l'amplitud màxima (o satisfer ∂(Δp)/∂x = 0 en la forma de la formulació de Sturm-Liouville), que dóna l'equació per a l'ona de pressió: {\displaystyle \Delta p(x,t)=p_{\text{max}}\cos \left({2\pi x \over \lambda }\right)\cos(\omega t)}. La intuïció per a aquesta condició de contorn ∂(Δp)/∂x = 0 a x = 0 i x = L és que la pressió dels extrems tancats seguirà la del punt adjacent a ells. Aplicant la condició de contorn ∂(Δp)/∂x = 0 a x = L s'obtenen les longituds d'ona de les ones estacionàries:
{\displaystyle \lambda ={\frac {2L}{n}};n=1,2,3,...}
I les freqüències ressonants són
{\displaystyle f={\frac {v}{\lambda }}={\frac {nv}{2L}}.}
| Freqüència      | Comanda | Nom 1      | Nom 2         | Nom 3           | Representació d'ones |
| --------------- | ------- | ---------- | ------------- | --------------- | -------------------- |
| 1 · f = 440 Hz  | n = 1   | 1r parcial | to fonamental | 1r harmònic     |                      |
| 2 · f = 880 Hz  | n = 2   | 2n parcial | 1r sobreton   | 2n harmònic     |                      |
| 3 · f = 1320 Hz | n = 3   | 3r parcial | 2n sobreton   | tercer harmònic |                      |
| 4 · f = 1760 Hz | n = 4   | 4t parcial | 3r sobretò    | 4t harmònic     |                      |

#### Obert pels dos extrems
En cilindres amb els dos extrems oberts, les molècules d'aire properes a l'extrem es mouen lliurement dins i fora del tub. Aquest moviment produeix antinodes de desplaçament en l'ona estacionària. Els nodes tendeixen a formar-se dins del cilindre, lluny dels extrems. En el primer harmònic, el tub obert conté exactament la meitat d'una ona estacionària (antinode-node-antinode). Així, els harmònics del cilindre obert es calculen de la mateixa manera que els harmònics d'un cilindre tancat/tancat.
La física d'una canonada oberta pels dos extrems s'explica a Physics Classroom. Tingueu en compte que els diagrames d'aquesta referència mostren ones de desplaçament, similars a les que es mostren anteriorment. Aquestes contrasten fortament amb les ones de pressió que es mostren cap al final d'aquest article.
En sobresoplar un tub obert, es pot obtenir una nota que estigui una octava per sobre de la freqüència o nota fonamental del tub. Per exemple, si la nota fonamental d'una gaita oberta és C1, aleshores bufar-la massa dóna C2, que és una octava per sobre de C1.
Els tubs cilíndrics oberts ressonen a les freqüències aproximades:
{\displaystyle f={nv \over 2L}}
on n és un enter positiu (1, 2, 3...) que representa el node de ressonància, L és la longitud del tub i v és la velocitat del so a l'aire (que és aproximadament de 343 metres per segon [770 mph] a 20 °C [68 °F] ). Aquesta equació prové de les condicions de contorn per a l'ona de pressió, que tracta els extrems oberts com a nodes de pressió on el canvi de pressió Δ p ha de ser zero.
A continuació es mostra una equació més precisa que considera una correcció final:
{\displaystyle f={nv \over 2(L+0.6r)}}
on r és el radi del tub de ressonància. Aquesta equació compensa el fet que el punt exacte en què una ona sonora es reflecteix en un extrem obert no es troba perfectament a la secció final del tub, sinó a una petita distància fora del tub.
La relació de reflexió és lleugerament inferior a 1; l'extrem obert no es comporta com una impedància acústica infinitesimal; més aviat, té un valor finit, anomenat impedància de radiació, que depèn del diàmetre del tub, la longitud d'ona i el tipus de placa de reflexió possiblement present al voltant de l'obertura del tub.
Així doncs, quan n és 1:
{\displaystyle f={v \over 2(L+0.6r)}}
{\displaystyle {f(2(L+0.6r))}=v}
{\displaystyle {f\lambda }=v}
{\displaystyle \lambda ={2(L+0.6r)}}
on v és la velocitat del so, L és la longitud del tub ressonant, r és el radi del tub, f és la freqüència del so ressonant i λ és la longitud d'ona ressonant.

#### Tancat per un extrem
Quan s'utilitza en un orgue, un tub que està tancat per un extrem s'anomena "tub tapat". Aquests cilindres tenen una freqüència fonamental però es poden sobreinflar per produir altres freqüències o notes més altes. Aquests registres exagerats es poden afinar utilitzant diferents graus de conicitat cònica. Un tub tancat ressona a la mateixa freqüència fonamental que un tub obert el doble de la seva longitud, amb una longitud d'ona igual a quatre vegades la seva longitud. En un tub tancat, un node de desplaçament, o punt sense vibració, sempre apareix a l'extrem tancat i si el tub està ressonant, tindrà un antinode de desplaçament, o punt de major vibració, al punt Phi (longitud × 0,618) prop de l'extrem obert.
En sobresoplar un tub cilíndric tancat, es pot obtenir una nota que estigui aproximadament una dotzena part per sobre de la nota fonamental del tub, o una cinquena part per sobre de l'octava de la nota fonamental. Per exemple, si la nota fonamental d'una tuba tancada és Do1, aleshores bufar-la en excés dóna Sol2, que és una dotzena part per sobre de Do1. Alternativament, podem dir que G2 està una cinquena per sobre de C2 — l'octava per sobre de C1. Ajustant la conicitat d'aquest cilindre per a un con decreixent es pot afinar el segon harmònic o la nota exagerada a prop de la posició d'octava o vuitena. Obrir un petit "forat d'altaveu" al punt Phi, o a la posició compartida d'"ona/node", cancel·larà la freqüència fonamental i obligarà el tub a ressonar a un 12è per sobre del fonamental. Aquesta tècnica s'utilitza en una flauta dolça obrint el forat dorsal del polze. Si moveu aquest petit forat cap amunt, més a prop de la veu, es convertirà en un "Forat d'Eco" (Modificació de la Flauta Dolmetsch) que donarà una mitja nota precisa per sobre de la fonamental quan s'obri. Nota: Cal un lleuger ajust de la mida o del diàmetre per ajustar la freqüència precisa de la blanca.
Un tub tancat tindrà ressonàncies aproximades de:
{\displaystyle f={nv \over 4L}}
on "n" és un nombre senar (1, 3, 5...). Aquest tipus de vàlvula només produeix harmònics senars i té la seva freqüència fonamental una octava inferior a la d'un cilindre obert (és a dir, la meitat de la freqüència). Aquesta equació prové de les condicions de contorn per a l'ona de pressió, que tracta l'extrem tancat com a antinodes de pressió on el canvi de pressió Δ p ha de tenir l'amplitud màxima, o satisfer ∂(Δp)/∂x = 0 la forma de la formulació de Sturm-Liouville. La intuïció per a aquesta condició de contorn ∂(Δp)/∂x = 0 a x = L és que la pressió de l'extrem tancat seguirà la del punt adjacent.
A continuació es mostra una equació més precisa que considera una correcció final:
{\displaystyle f={nv \over 4(L+0.3d)}}
De nou, quan n és 1:
{\displaystyle f={v \over 4(L+0.3d)}}
{\displaystyle {f(4(L+0.3d))}=v}
{\displaystyle {f\lambda }=v}
{\displaystyle \lambda ={4(L+0.3d)}}
on v és la velocitat del so, L és la longitud del tub ressonant, d és el diàmetre del tub, f és la freqüència del so ressonant i λ és la longitud d'ona ressonant.

#### Ona de pressió
En els dos diagrames següents es mostren les tres primeres ressonàncies de l'ona de pressió en un tub cilíndric, amb antinodes a l'extrem tancat de la canonada. En el diagrama 1, el tub està obert pels dos extrems. Al diagrama 2, està tancat per un extrem. L'eix horitzontal és la pressió. Tingueu en compte que en aquest cas, l'extrem obert de la canonada és un node de pressió mentre que l'extrem tancat és un antinode de pressió.

1
2

### Cons
Un tub cònic obert, és a dir, un tub en forma de tronc de con amb els dos extrems oberts, tindrà freqüències de ressonància aproximadament iguals a les d'un tub cilíndric obert de la mateixa longitud.
Les freqüències ressonants d'un tub cònic aturat — con complet o tronc de con amb un extrem — satisfan una condició més complicada:
{\displaystyle kL=n\pi -\tan ^{-1}kx}
on el nombre d'ona k és
{\displaystyle k=2\pi f/v}
i x és la distància des de l'extrem petit del tronc fins al vèrtex. Quan x és petit, és a dir, quan el con està gairebé complet, això esdevé
{\displaystyle k(L+x)\approx n\pi }
donant lloc a freqüències ressonants aproximadament iguals a les d'un cilindre obert la longitud del qual és igual a L + x. En altres paraules, una canonada cònica completa es comporta aproximadament com una canonada cilíndrica oberta de la mateixa longitud, i en primer ordre el comportament no canvia si el con complet es substitueix per un tronc de con tancat.

### Caixa rectangular tancada
Les ones sonores en una caixa rectangular inclouen exemples com ara les carcasses d'altaveus i els edificis. Els edificis rectangulars tenen ressonàncies descrites com a modes d'habitació. Per a una caixa rectangular, les freqüències ressonants vénen donades per
{\displaystyle f={v \over 2}{\sqrt {\left({\ell  \over L_{x}}\right)^{2}+\left({m \over L_{y}}\right)^{2}+\left({n \over L_{z}}\right)^{2}}}}
on v és la velocitat del so, Lx, Ly i Lz són les dimensions de la caixa. {\displaystyle \ell } , {\displaystyle m}, i {\displaystyle n} són nombres enters no negatius que no poden ser tots zero. Si la caixa petita de l'altaveu és hermètica, la freqüència és prou baixa i la compressió és prou alta, la pressió sonora (nivell de decibels) dins de la caixa serà la mateixa a qualsevol lloc de la caixa, això és la pressió hidràulica.

## Ressonància d'una esfera d'aire (ventilada)
La freqüència ressonant d'una cavitat rígida de volum estàtic V0 amb un forat sonor amb coll d'àrea A i longitud L ve donada per la fórmula de ressonància de Helmholtz

{\displaystyle f={\frac {v}{2\pi }}{\sqrt {\frac {A}{V_{0}L_{eq}}}}}
on {\displaystyle L_{eq}} és la longitud equivalent del coll amb la correcció final
{\displaystyle L_{eq}=L+0.75d} per a un coll sense brida
{\displaystyle L_{eq}=L+0.85d} per a un coll amb brida
Per a una cavitat esfèrica, la fórmula de la freqüència ressonant esdevé
{\displaystyle f={\frac {vd}{\pi }}{\sqrt {\frac {3}{8L_{eq}D^{3}}}}}
on
D = diàmetre de l'esfera
d = diàmetre del forat sonor

Per a una esfera amb només un forat sonor, L = 0 i la superfície de l'esfera actua com una brida, per tant
{\displaystyle f={\frac {vd}{\pi }}{\sqrt {\frac {3}{8(0.85)D^{3}}}}}
A l'aire sec a 20 °C, amb d i D en metres, f en hertzs, això esdevé
{\displaystyle f=72.6{\frac {d}{\sqrt {D^{3}}}}}

## Trencar vidre amb so per ressonància

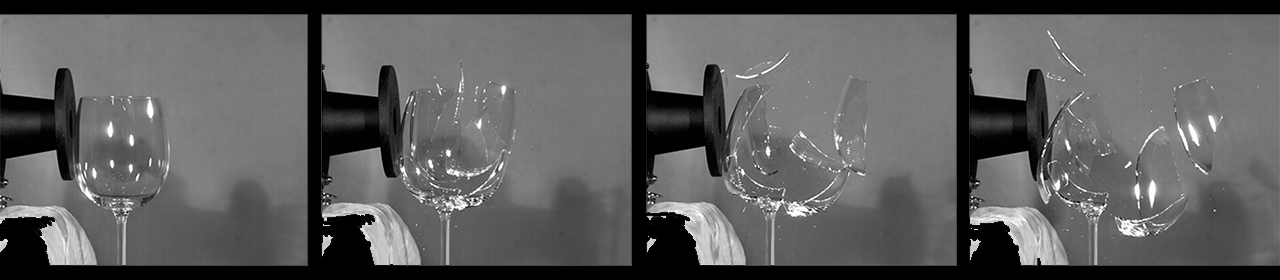
Trencar vidre amb so mitjançant ressonància

Aquesta és una demostració clàssica de ressonància. Un vidre té una ressonància natural, una freqüència a la qual el vidre vibrarà fàcilment. Per tant, el vidre ha de ser mogut per l'ona sonora a aquesta freqüència. Si la força de l'ona sonora que fa vibrar el vidre és prou gran, la mida de la vibració esdevindrà tan gran que el vidre es fracturarà. Fer-ho de manera fiable per a una demostració científica requereix pràctica i una acurada elecció del vidre i l'altaveu.

## En la composició musical
Diversos compositors han començat a fer de la ressonància el tema de les composicions. Alvin Lucier ha utilitzat instruments acústics i generadors d'ones sinusoïdals per explorar la ressonància d'objectes grans i petits en moltes de les seves composicions. Els complexos parcials inharmònics d'un crescendo i decrescendo en forma d'onada en un tamtam o altre instrument de percussió interactuen amb les ressonàncies de l'habitació a Koan: Having Never Written A Note For Percussion de James Tenney. Pauline Oliveros i Stuart Dempster actuen regularment en grans espais reverberants com ara el de 2-milió-galó-d'EUA (7,600 m3)   cisterna a Fort Worden, WA, que té una reverberació amb una decadència de 45 segons. " Terpsichord, una peça per a percussió i sons pregravats, del professor de composició i compositor de l'Acadèmia de Música de Malmö, Kent Olofsson, [utilitza] les ressonàncies dels instruments acústics [per] formar ponts sonors amb els sons electrònics pregravats, que, al seu torn, prolonguen les ressonàncies, remodelant-les en nous gestos sonors."